# Das Rätsel der Sphinx

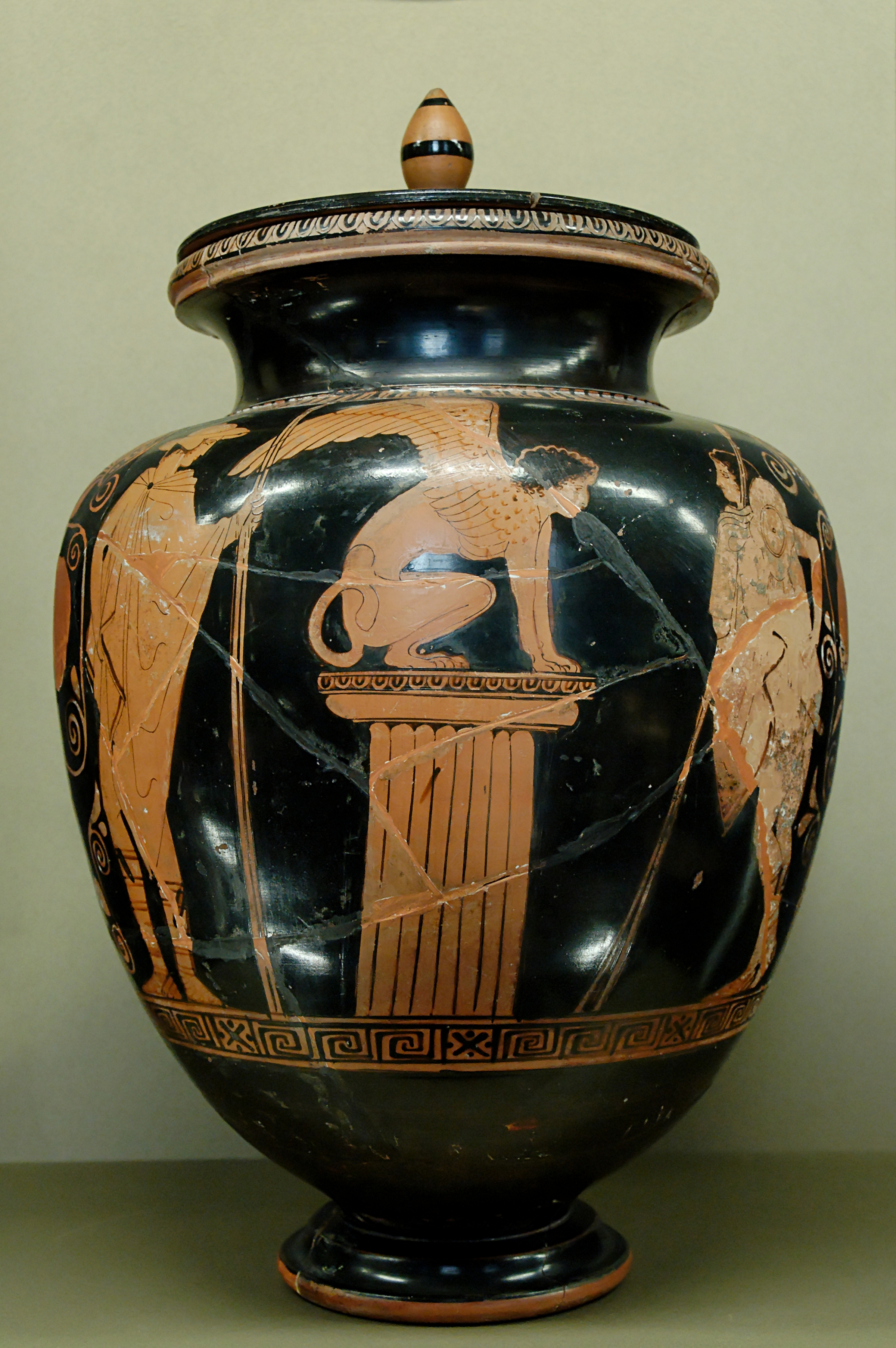
Ödipus und die Sphinx – Die Szene bildet die Begegnung beider bei der Lösung des Rätsels ab. (Malerei auf einem attischen rotfigurigen Stamnos, ca. 440 v. Chr., heute im Louvre)

Das Rätsel der Sphinx ist eine Episode aus der Ödipus-Sage der griechischen Mythologie. Dabei belagerte die Sphinx (in älteren Quellen auch Phix) die Stadt Theben und gab den vorüberkommenden Thebanern Rätsel auf. Wer dieses nicht lösen konnte, wurde von ihr gefressen, erwürgt oder in eine Felsspalte gestürzt. Einzig Ödipus konnte ihr Rätsel lösen und damit Theben von der Sphinx befreien.

## Ödipus
Das Rätsel, das die Sphinx den Menschen stellte, und das erst Ödipus zu lösen vermochte, lautete:

„Es ist am Morgen vierfüßig, am Mittag zweifüßig, am Abend dreifüßig. Von allen Geschöpfen wechselt es allein mit der Zahl seiner Füße; aber eben wenn es die meisten Füße bewegt, sind Kraft und Schnelligkeit seiner Glieder ihm am geringsten.“

Ödipus’ richtige Antwort war:

„Du meinst den Menschen, der am Morgen seines Lebens, solange er ein Kind ist, auf zwei Füßen und zwei Händen kriecht. Ist er stark geworden, geht er am Mittag seines Lebens auf zwei Füßen, am Lebensabend, als Greis, bedarf er der Stütze und nimmt den Stab als dritten Fuß zu Hilfe.“

Damit entging Ödipus als Einziger dem Ungeheuer, welches sich aus Scham und Verzweiflung in den Tod stürzte. Für seine Befreiung Thebens von der Sphinx bekam er Iokaste, die Witwe des Königs Laios, zur Gemahlin und herrschte mit ihr über Theben – ohne zu wissen, dass es sich bei Iokaste um seine eigene Mutter und bei dem toten König um seinen von ihm selbst vor Jahren im Streit getöteten Vater handelte. So erkannte Ödipus zwar das Rätsel der Sphinx, das eigentliche Rätsel seiner eigenen Existenz jedoch blieb ihm verborgen, wie es der Seher Teiresias in Sophokles’ Drama König Ödipus ihm vorwirft:

„Du schaust umher und siehst nicht, wo du stehst im Üblen,

Nicht, wo du wohnst, und nicht, mit wem du lebst –

'Weißt du, von wem du bist?“

## Weiteres überliefertes Rätsel
Ein anderes überliefertes Rätsel der Sphinx lautete:

„Wer sind die beiden Schwestern, die sich stets gegenseitig erzeugen?“

Die Antwort war: „Tag und Nacht“, die im Griechischen beide als weibliche Gestalten personifiziert wurden.

## Kommentare
Der französische Literatur-Nobelpreis-Träger André Gide sagte:

„Egal, was mich die Sphinx gefragt hätte, ich hätte immer gesagt: Der Mensch, denn es ist doch der Mensch, um den alle Rätsel sich ranken!“

## Zitatnachweise
1. ↑  Sagen des klassischen Altertums, Insel Verlag, 1838 (abgerufen am 27. August 2020)
2. ↑  Zit. n. Gustav Schwab: Die schönsten Sagen des klassischen Altertums, Stuttgart: Reclam 1986, S. 259
3. ↑  Sophokles: König Ödipus, V. 416-418, zit. n. Sophokles: Die Tragödien, übers. von Wolfgang Schadewaldt, Frankfurt a. M.: Fischer 1963, S. 155
4. ↑  Eric M. Moormann, Wilfried Uitterhoeve: Lexikon der antiken Gestalten. Mit ihrem Fortleben in Kunst, Dichtung und Musik (= Kröners Taschenausgabe. Band 468). Kröner, Stuttgart 1995, ISBN 3-520-46801-8, S. 504.
5. ↑  Christoph Drösser, NZZ: Eine kurze Geschichte des Grübelns (Dezember 2007; abgerufen am 9. Juli 2009)